# Міссі Стоун
Мі́ссі Сто́ун (англ. Missy Stone; нар. 26 листопада 1986 року, Техас, США) — американська порноакторка.

## Біографія
Народилась у Техасі, дитинство провела в Меріленді. Має німецьке, черокське та могавкське походження. В порноіндустрію прийшла 2007 року, у віці 20 років, і відтоді знялась у понад 120 фільмах. Стоун також знімається для вебсайтових відео.

## Нагороди та номінації
- 2009 AVN Award номінація — найкраща анальна сцена — Missy-Behavin'
- 2009 AVN Award номінація — Найкраща нова старлетка
- 2009 XBIZ Award номінація — нова старлетка року[5]
- 2010 XRCO Award номінація — «неоспівана сирена»[6]